# Warcraft III: The Frozen Throne
Warcraft III: The Frozen Throne (Den frosne trone) er et computerspil i real-time strategy-genren til Microsoft Windows, Mac OS og Mac OS X, skabt af Blizzard Entertainment. Det er den officielle udvidelsespakke til Warcraft III: Reign of Chaos, og ejerskab af det oprindelige spil er en forudsætning for at spille udvidelsen. Spillet blev først udgivet 1. juli 2003 og omfatter nye enheder til hver race, en ny neutral race, fire rollespilskampagner, fem neutrale helte (yderligere en neutral helt blev tilføjet i april 2004 og to blev det i august 2004), muligheden for at bygge en forretning samt forskellige andre forbedringer såsom muligheden for at sætte opgraderinger i kø. Havbaserede enheder blev genintroduceret; de havde været til stede i Warcraft II men var fraværende i Reign of Chaos. Blizzard har siden udgivelsen udgivet patches for at fjerne fejl i programmet, tilføje nye spilmuligheder og for at balancere spillets multiplayerdel.